# Икарал
Икарал — село в Ононском районе Забайкальского края России. Входит в состав сельского поселения «Чиндантское».

## География
Село находится в северо-восточной части района, на правом берегу рукава Новый Онон реки Онон, на расстоянии примерно 11 километров (по прямой) к северо-востоку от села Нижний Цасучей. Абсолютная высота — 628 метров над уровнем моря.
Климат
Климат характеризуется как резко континентальный, с продолжительной морозной зимой и коротким тёплым летом. Среднегодовая температура воздуха составляет −1,8 — −1,4 °С. Средняя многолетняя температура самого холодного месяца (января) составляет −26 — −24 °С (абсолютный минимум — −52 °С), температура самого тёплого (июля) — 18 — 20 °С (абсолютный максимум — 40 °С). Среднегодовое количество осадков — 200—400 мм.
Часовой пояс
Село Икарал находится в часовой зоне МСК+6. Смещение применяемого времени относительно UTC составляет +9:00.

## История
Основано в 1728 году. В 1922 году была создана коммуна «Коммунар», а в 1930 году — коммуны «Красная звезда» и «Крестьянин Забайкалья». С 1937 по 1954 годы действовал колхоз им. Сталинской конституции.

## Население
| 2002 | 2010 | 2021 |
| ---- | ---- | ---- |
| 183  | ↘157 | ↘141 |

Половой состав
По данным Всероссийской переписи населения 2010 года в гендерной структуре населения мужчины составляли 49,7 %, женщины — соответственно 50,3 %.
Национальный состав
Согласно результатам переписи 2002 года, в национальной структуре населения русские составляли 97 % из 183 чел.

## Инфраструктура
В селе функционирует начальная общеобразовательная школа.

## Достопримечательности
В окрестностях Икарала находится одноимённый археологический памятник, представляющий собой стоянку древних людей эпохи верхнего палеолита.

## Улицы
Уличная сеть села состоит из одной улицы (ул. Солнечная).